# Attignat-Oncin
Attignat-Oncin település Franciaországban, Savoie megyében. Lakosainak száma 572 fő (2022. január 1.). Attignat-Oncin La Bauche, La Bridoire, Lépin-le-Lac, Saint-Béron, Saint-Franc, Saint-Thibaud-de-Couz és Vimines községekkel határos.

## Népesség
A település népességének változása:
| Lakosok száma | 537  | 527  | 539  | 538  | 551  | 563  | 566  | 571  | 572  |
|               | 2013 | 2015 | 2016 | 2017 | 2018 | 2019 | 2020 | 2021 | 2022 |